# Juno Award Årets genombrottsgrupp
Juno Award för Årets genombrottsgrupp (Engelska: Juno Award for Breakthrough Group of the Year) är en vinstkategori i det årliga kanadensiska musikpriset Juno Awards. Priset har funnits sedan 1974, men under andra namn: Most Promising Group of the Year (1974–1993), Best New Group (1994–2002), och New Group of the Year (2003–2012).

## Mottagare

### Most Promising Group of the Year (1974–1993)
| År                       | Vinnare                               | Nominerade                                                                       | Ref.   |
| ------------------------ | ------------------------------------- | -------------------------------------------------------------------------------- | ------ |
| 1974                     | Bachman-Turner Overdrive              | - Bearfoot - Chester - Scrubbaloe Caine - Wednesday                              | [ 1 ]  |
| 1975                     | Rush                                  | - Beau Dommage - Greaseball Boogie Band - Mahogany Rush - Ville Emard Blues Band | [ 2 ]  |
| 1976                     | Myles & Lenny                         | - Aut'Chose - Bond - Heart - Maneige                                             | [ 3 ]  |
| 1977                     | THP Orchestra                         | - Garfield - Moxy - Sweeney Todd - Trooper                                       | [ 4 ]  |
| 1978                     | Hometown Band                         | - Black Light Orchestra - Jackson Hawke - Max Webster - Prism                    | [ 5 ]  |
| 1979                     | Doucette                              | - Max Webster - Streetheart - Teaze - Zon                                        | [ 6 ]  |
| 1980                     | Streetheart                           | - FM - The Minglewood Band - Teaze - The Raes                                    | [ 7 ]  |
| 1981                     | Powder Blues                          | - Loverboy - Martha & the Muffins - Red Rider - Toronto                          | [ 8 ]  |
| 1982                     | Saga                                  | - Goddo - Martha & the Muffins - Red Rider - The Kings                           | [ 9 ]  |
| 1983                     | Payola$                               | - Doug & the Slugs - Headpins - Spoons - Strange Advance                         | [ 10 ] |
| 1984                     | Parachute Club                        | - Honeymoon Suite - Men Without Hats - Platinum Blonde - The Nylons              | [ 11 ] |
| 1985                     | Idle Eyes                             | - Images In Vogue - Rational Youth - The Arrows - The Box                        | [ 12 ] |
| 1986                     | Glass Tiger                           | - Cats Can Fly - Chalk Circle - Eye Eye - One to One                             | [ 13 ] |
| 1987                     | Frozen Ghost                          | - Eight Seconds - Haywire - Nuance - Partland Brothers                           | [ 14 ] |
| Ingen prisutdelning 1988 |                                       |                                                                                  |        |
| 1989                     | Barney Bentall & The Legendary Hearts | - 54-40 - The Jitters - The Northern Pikes - The Pursuit of Happiness            | [ 15 ] |
| 1990                     | The Tragically Hip                    | - Brighton Rock - Indio - Paradox - Sons of Freedom                              | [ 16 ] |
| 1991                     | Leslie Spit Treeo                     | - Bootsauce - Crash Vegas - National Velvet - Spirit of the West                 | [ 17 ] |
| 1992                     | Infidels                              | - The Rankin Family - West End Girls - World on Edge - Young Saints              | [ 18 ] |
| 1993                     | Skydiggers                            | - Lost & Profound - Pure - Slik Toxik - Sven Gali                                | [ 19 ] |

### Best New Group (1994–2002)
| År   | Vinnare                          | Nominerade                                                                   | Ref.   |
| ---- | -------------------------------- | ---------------------------------------------------------------------------- | ------ |
| 1994 | The Waltons                      | - Junkhouse - Sloan - The Odds - The Tea Party                               | [ 20 ] |
| 1995 | Moist                            | - Big Sugar - Farmer's Daughter - The Gandharvas - Wild Strawberries         | [ 21 ] |
| 1996 | Philosopher Kings                | - Hemingway Corner - Rainbow Butt Monkeys - Rymes with Orange - Sandbox      | [ 22 ] |
| 1997 | The Killjoys                     | - Limblifter - Pluto - Starkicker - Victor                                   | [ 23 ] |
| 1998 | Leahy                            | - Bran Van 3000 - Matthew Good Band - The Age of Electric - Wide Mouth Mason | [ 24 ] |
| 1999 | Johnny Favourite Swing Orchestra | - Love Inc. - New Meanies - The Moffats - The Wilkinsons                     | [ 25 ] |
| 2000 | Sky                              | - Gob - Len - Prozzäk - Serial Joe                                           | [ 26 ] |
| 2001 | Nickelback                       | - b4-4 - Kittie - Sum 41 - Templar                                           | [ 27 ] |
| 2002 | Default                          | - Joydrop - Smoother - Sugar Jones - Wave                                    | [ 28 ] |

### New Group of the Year (2003–2012)
| År   | Vinnare             | Nominerade                                                            | Ref.   |
| ---- | ------------------- | --------------------------------------------------------------------- | ------ |
| 2003 | Theory of a Deadman | - Bet.e & Stef - Crush - One Ton - Simple Plan                        | [ 29 ] |
| 2004 | Billy Talent        | - Lillix - The Dears - The Trews - Three Days Grace                   | [ 30 ] |
| 2005 | Alexisonfire        | - Death From Above - The Marble Index - The Waking Eyes - Thornley    | [ 31 ] |
| 2006 | Bedouin Soundclash  | - Boys Night Out - Hedley - Pocket Dwellers - Silverstein             | [ 32 ] |
| 2007 | Mobile              | - Evans Blue - Idle Sons - Jets Overhead - Stabilo                    | [ 33 ] |
| 2008 | Wintersleep         | - Dragonette - Faber Drive - illScarlett - State of Shock             | [ 34 ] |
| 2009 | The Stills          | - Beast - Cancer Bats - Crystal Castles - Plants and Animals          | [ 35 ] |
| 2010 | Arkells             | - Down With Webster - Stereos - Ten Second Epic - The New Cities      | [ 36 ] |
| 2011 | Said the Whale      | - Die Mannequin - Hollerado - Misteur Valaire - My Darkest Days       | [ 37 ] |
| 2012 | The Sheepdogs       | - Braids - Hey Rosetta! - Mother Mother - The Rural Alberta Advantage | [ 38 ] |

### Årets genomgrottsgrupp (från 2013)
| År   | Vinnare             | Nominerade                                                                    | Ref.   |
| ---- | ------------------- | ----------------------------------------------------------------------------- | ------ |
| 2013 | Monster Truck       | - Hey Ocean! - The Pack A.D. - Walk off the Earth - Yukon Blonde              | [ 39 ] |
| 2014 | A Tribe Called Red  | - Autumn Hill - Born Ruffians - Courage My Love - July Talk                   | [ 40 ] |
| 2015 | Magic!              | - Adventure Club - Alvvays - USS - Zeds Dead                                  | [ 41 ] |
| 2016 | Dear Rouge          | - The Elwins - Half Moon Run - Milk & Bone - Young Empires                    | [ 42 ] |
| 2017 | The Dirty Nil       | - Bleeker - Cold Creek County - Bob Moses - The Zolas                         | [ 43 ] |
| 2018 | The Beaches         | - James Barker Band - The Dead South - The Franklin Electric - The Jerry Cans | [ 44 ] |
| 2019 | The Washboard Union | - 88Glam - Dizzy - Elijah Woods x Jamie Fine - Loud Luxury                    | [ 45 ] |